# Ракетные катера типа «Гепард»
Ракетные катера типа «Гепард» — ракетные катера, ВМС Германии. Построены в 1982—1984 годах. Списаны в 2012—2016 годах

## Список катеров
| Номер вымпела по НАТО | Имя                                  | Позывной | В строю с        | Списан          | Примечание                                   |
| --------------------- | ------------------------------------ | -------- | ---------------- | --------------- | -------------------------------------------- |
| P6121                 | S 71 Gepard (с нем. — «Гепард»)      | DRCE     | 7 декабря 1982   | 12 декабря 2014 | С 18 июня 2016 года в немецком морском музее |
| P6122                 | S 72 Puma (с нем. — «Пума»)          | DRCF     | 17 февраля 1983  | 14 декабря 2015 |                                              |
| P6123                 | S 73 Hermelin (с нем. — «Горностай») | DRCG     | 28 апреля 1983   | 16 ноября 2016  |                                              |
| P6124                 | S 74 Nerz (с нем. — «Норка»)         | DRCH     | 14 июля 1983     | 31 марта 2012   |                                              |
| P6125                 | S 75 Zobel (с нем. — «Соболь»)       | DRCI     | 28 сентября 1983 | 16 ноября 2016  |                                              |
| P6126                 | S 76 Frettchen (с нем. — «Фретка»)   | DRCJ     | 16 декабря 1983  | 16 ноября 2016  |                                              |
| P6127                 | S 77 Dachs (с нем. — «Барсук»)       | DRCK     | 22 марта 1984    | 31 марта 2012   |                                              |
| P6128                 | S 78 Ozelot (с нем. — «Оцелот»)      | DRCL     | 25 мая 1984      | 18 декабря 2014 |                                              |
| P6129                 | S 79 Wiesel (с нем. — «Ласка»)       | DRCM     | 12 июля 1984     | 14 декабря 2015 |                                              |
| P6130                 | S 80 Hyäne (с нем. — «Гиена»)        | DRCN     | 13 ноября 1984   | 16 ноября 2016  |                                              |